# René Cyr
René Cyr (né le 12 octobre 1920 à Montréal et mort le 14 février 2015 à Saint-Jérôme) est un coureur cycliste canadien. Il est entraîné et conseillé par Louis Quilicot, « le papa des cyclistes », au  Québec.
Il devient professionnel en 1940 et court les six jours où comme les coureurs cyclistes Canadiens francophones, qui participent aux courses de six jours en Amérique du Nord, porte les couleurs des Canadiens de Montréal. Il est le directeur du vélodrome olympique de Montréal de 1976 à 1982,.
Il a été intronisé au Temple de la renommée du cyclisme québécois en 1986.

## Palmarès
- 1938
  -  Champion du Canada sur piste, 100 mille, Amateurs
  -  Champion du Canada sur piste, 50 mille, Amateurs

- 1939
  -  Champion du Canada sur piste, 1/2 mille, Amateurs
  -  Champion du Canada sur piste, 1/4 mille, Amateurs
  -  Champion du Canada sur piste, 1/8 mille, Amateurs
  -  Champion du Canada sur piste, 10 mille, Amateurs
  -  Champion du Canada sur piste, 5 mille, Amateurs
  -  Champion du Canada sur piste, 50 mille, Amateurs
  -  Champion du Canada sur piste, Poursuite, Amateurs

- 1940
  -  Champion du Canada sur piste, 100 km, Amateurs
  -  Champion du Canada sur piste, 50 mille, Amateurs
  - 2e aux Six jours de Montréal

- 1941
  - 3e aux Six jours de Buffalo
  - Six jours de Montréal avec Angelo De Bacco

- 1942
  - 2e aux Six jours de Montréal

- 1946
  - 2e aux Six jours de  Chicago

- 1948
  - Six jours de Buffalo avec Cesare Moretti Jr.

- 1949
  - 3e aux Six jours de New York
  - Dix huit jours de Montréal  avec les « Red Devils », équipe mixte avec Alfred Letourneur, René Cyr, Lucette Lauck et Francine Bettuzzi